# Дейр-Самаан

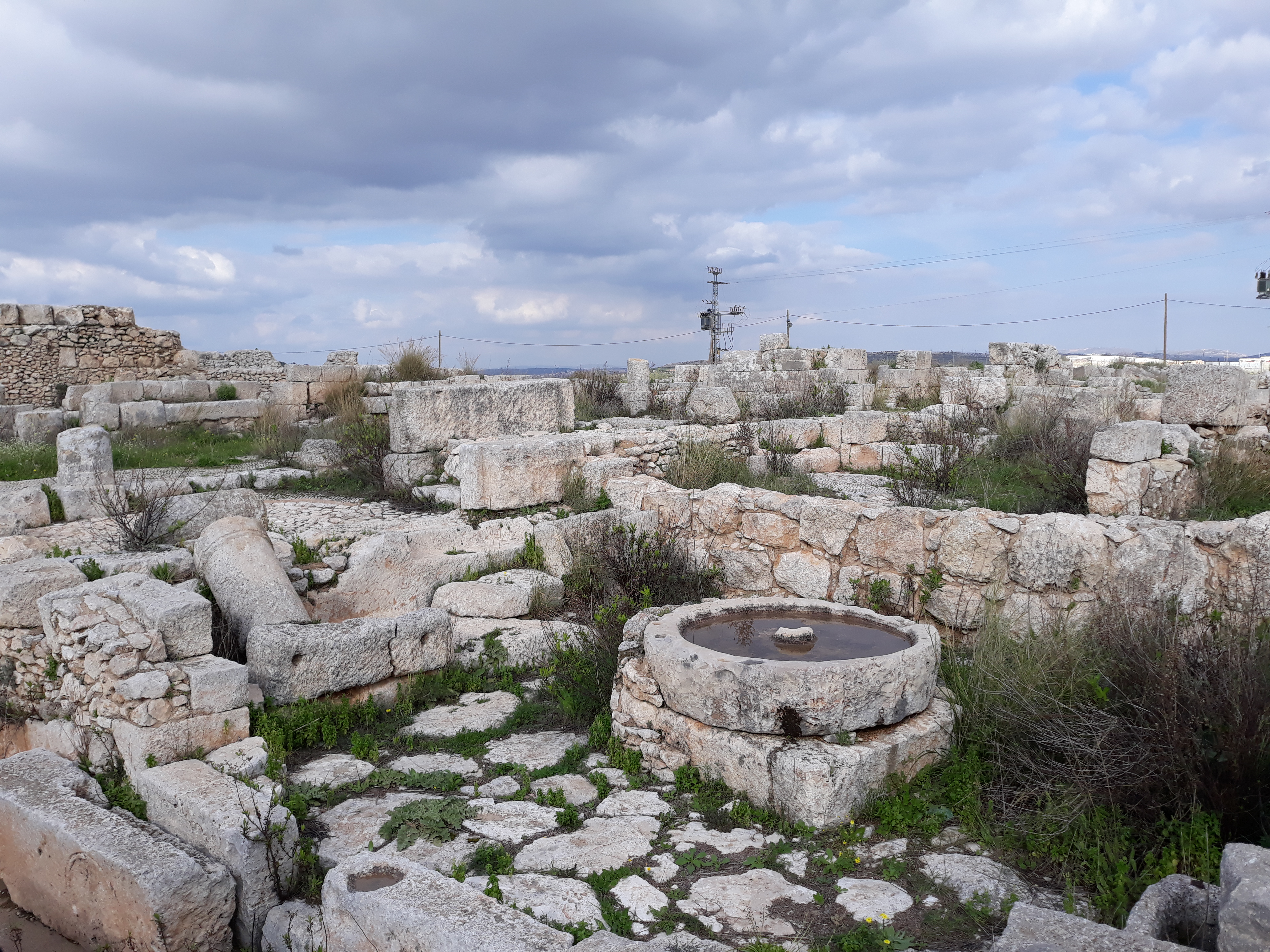
Дейр-Самаан (2018)

Дейр-Самаан (или Дир-Самаан) — археологический памятник расположенный в поселении Лешем вблизи еврейских поселений Пдуэль и Алей-Захав, на Западном берегу реки Иордан.
Представляет собой хорошо сохранившуюся византийскую монастырскую ферму. На ферме имелось оборудование для производства оливкового масла. Комплекс располагался на стратегически важной высоте на пути в Шхем и мог использоваться как оборонительный пункт во время войн. Ферма существовала с римского периода, со II в. н. э. В византийский период, в VI в., она была значительно расширена. В центре комплекса находилась большая базилика. Возможно, ферма была разрушена и покинута после арабского завоевания, когда произошел упадок виноделия в регионе. На месте фермы обнаружены пресс для оливкового масла, точильный камень, многочисленные украшения, мозаичные полы.